# San Cristóbal (Stadt, Dominikanische Republik)
San Cristóbal ist eine Stadt in der Dominikanischen Republik. San Cristóbal ist der Hauptort der gleichnamigen Provinz San Cristóbal. Die Stadt selbst zählt 137.422 Einwohner, der Stadtbezirk 83.345 (Stand 2002). San Cristóbal wurde im 16. Jahrhundert gegründet. Die erste Dominikanische Verfassung wurde hier im Jahr 1844 unterzeichnet.

## Geographie
San Cristóbal liegt in einem kleinen Tal am Fuße des Gebirges Cordillera Central (Hispaniola) zwischen den beiden Flüssen Nigua und Nizao. Die Stadt liegt ca. 30 km von Santo Domingo entfernt nahe Bajos de Haina an der Autobahn DR-2. Die Stadt liegt nahe dem Karibischen Meer in einer hügeligen Landschaft.

## Söhne und Töchter der Stadt
- Brenda Castillo (* 1992), dominikanische Volleyballspielerin
- Jeurys Familia (* 1989), dominikanischer Baseballspieler
- Giovanni Lorenzo (* 1980), Profiboxer
- Yancarlos Martínez (* 1992), Leichtathlet
- Iván Nova (* 1987), dominikanischer Baseballspieler
- Rafael Trujillo (1891–1961), dominikanischer Politiker